# 魯圖爾區

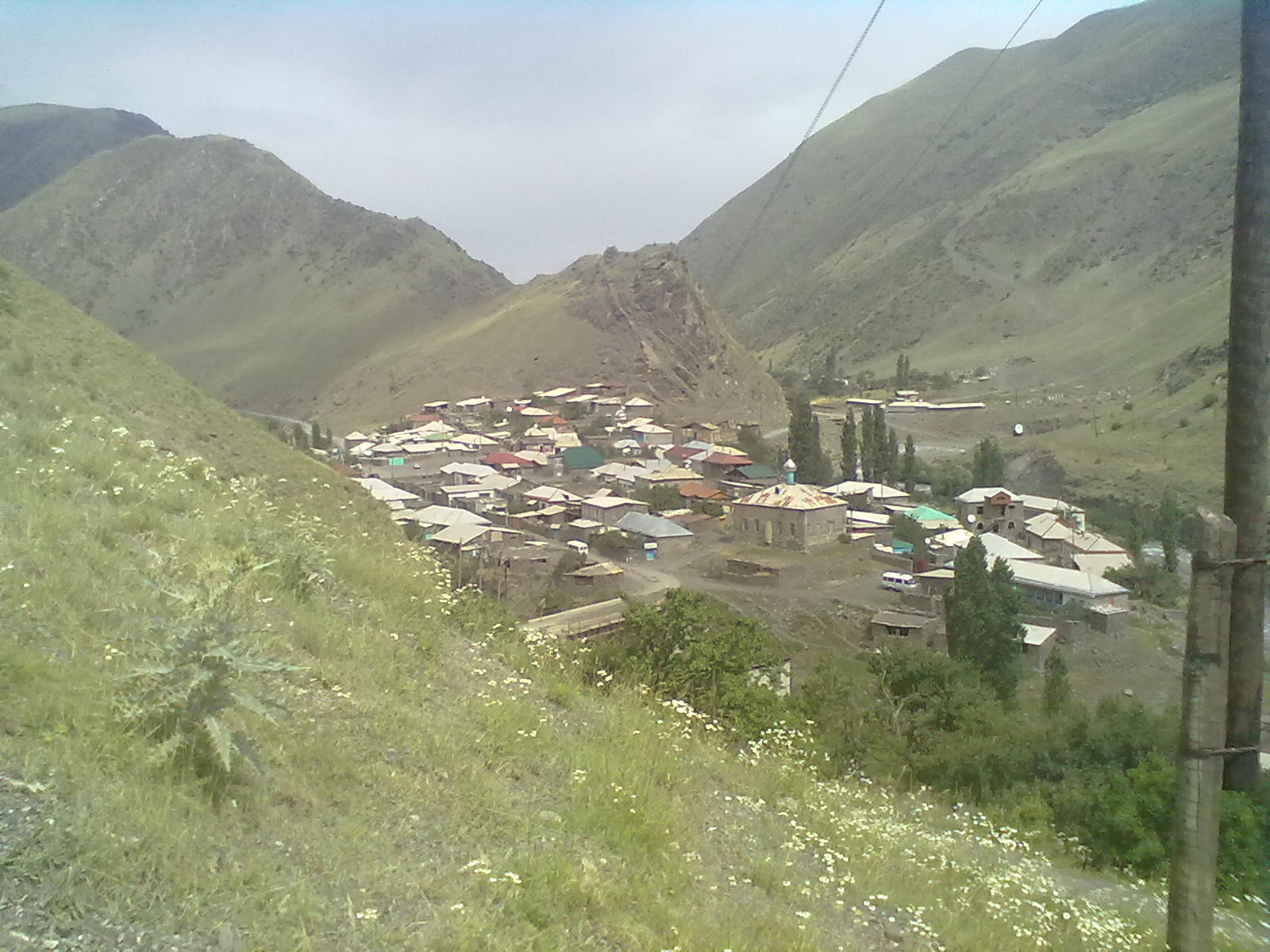
Luchek

41°36′N 47°18′E / 41.600°N 47.300°E
魯圖爾區（俄語：Рутульский район），是俄羅斯的一個區，位於該國西南部，由達吉斯坦共和國負責管轄，面積2,170平方公里，2010年人口22,926，人口密度每平方公里10.56人。